# Cleistanthus
Cleistanthus är ett släkte av emblikaväxter. Cleistanthus ingår i familjen emblikaväxter.

## Bildgalleri

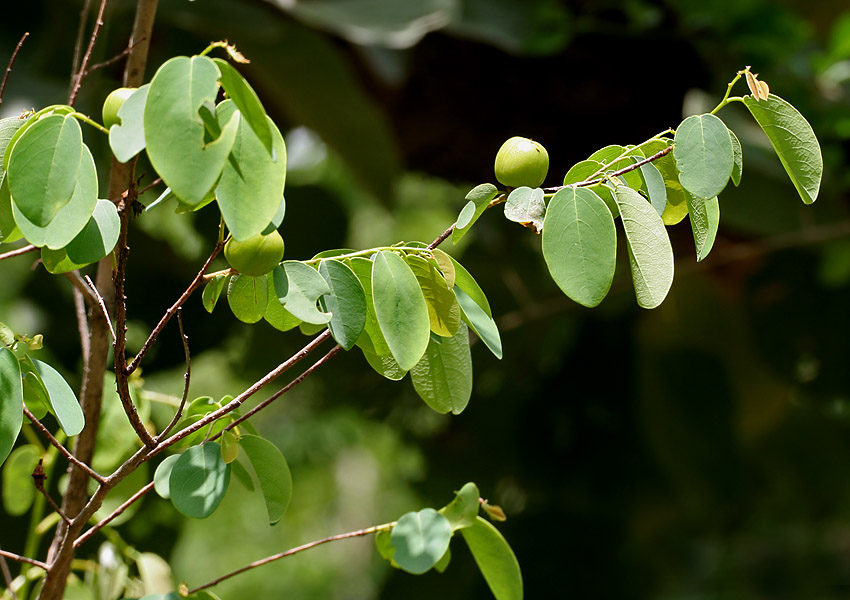
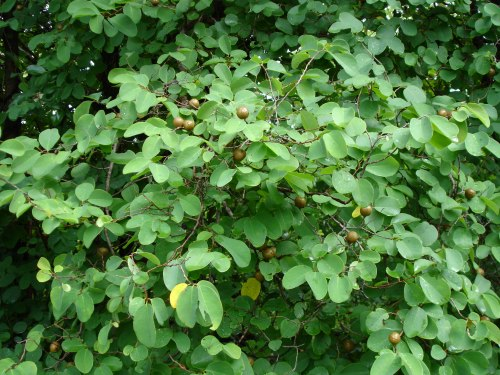

## Dottertaxa tillCleistanthus, i alfabetisk ordning[1]
- Cleistanthus acuminatus
- Cleistanthus andamanicus
- Cleistanthus angustifolius
- Cleistanthus annamensis
- Cleistanthus apodus
- Cleistanthus bakonensis
- Cleistanthus balakrishnanii
- Cleistanthus baramicus
- Cleistanthus beccarianus
- Cleistanthus bipindensis
- Cleistanthus boivinianus
- Cleistanthus bracteosus
- Cleistanthus brideliifolius
- Cleistanthus camerunensis
- Cleistanthus capuronii
- Cleistanthus carolinianus
- Cleistanthus caudatus
- Cleistanthus celebicus
- Cleistanthus chlorocarpus
- Cleistanthus collinus
- Cleistanthus concinnus
- Cleistanthus contractus
- Cleistanthus coriaceus
- Cleistanthus cunninghamii
- Cleistanthus curtisii
- Cleistanthus dallachyanus
- Cleistanthus decurrens
- Cleistanthus denudatus
- Cleistanthus discolor
- Cleistanthus diversifolius
- Cleistanthus dolichophyllus
- Cleistanthus duvipermaniorum
- Cleistanthus eberhardtii
- Cleistanthus ellipticus
- Cleistanthus elongatus
- Cleistanthus erycibifolius
- Cleistanthus everettii
- Cleistanthus evrardii
- Cleistanthus ferrugineus
- Cleistanthus flavescens
- Cleistanthus floricola
- Cleistanthus gabonensis
- Cleistanthus glaber
- Cleistanthus glabratus
- Cleistanthus glandulosus
- Cleistanthus gracilis
- Cleistanthus helferi
- Cleistanthus hirsutipetalus
- Cleistanthus hirsutulus
- Cleistanthus hylandii
- Cleistanthus indochinensis
- Cleistanthus inglorius
- Cleistanthus insignis
- Cleistanthus insularis
- Cleistanthus inundatus
- Cleistanthus isabellinus
- Cleistanthus itsoghensis
- Cleistanthus jacobsianus
- Cleistanthus kasaiensis
- Cleistanthus kingii
- Cleistanthus kwangensis
- Cleistanthus langkawiensis
- Cleistanthus lanuginosus
- Cleistanthus letouzeyi
- Cleistanthus libericus
- Cleistanthus longinervis
- Cleistanthus macrophyllus
- Cleistanthus maingayi
- Cleistanthus major
- Cleistanthus malabaricus
- Cleistanthus malaccensis
- Cleistanthus meeboldii
- Cleistanthus megacarpus
- Cleistanthus membranaceus
- Cleistanthus michelsonii
- Cleistanthus micranthus
- Cleistanthus mildbraedii
- Cleistanthus monoicus
- Cleistanthus morii
- Cleistanthus namatanaiensis
- Cleistanthus ngounyensis
- Cleistanthus nitidus
- Cleistanthus normanbyanus
- Cleistanthus oblongatus
- Cleistanthus oblongifolius
- Cleistanthus occidentalis
- Cleistanthus pallidus
- Cleistanthus papuanus
- Cleistanthus papyraceus
- Cleistanthus parvifolius
- Cleistanthus patulus
- Cleistanthus paxii
- Cleistanthus pedicellatus
- Cleistanthus peninsularis
- Cleistanthus perrieri
- Cleistanthus petelotii
- Cleistanthus pierlotii
- Cleistanthus pierrei
- Cleistanthus pilosus
- Cleistanthus podocarpus
- Cleistanthus podopyxis
- Cleistanthus polyneurus
- Cleistanthus polyphyllus
- Cleistanthus polystachyus
- Cleistanthus praetermissus
- Cleistanthus pseudopallidus
- Cleistanthus pseudopodocarpus
- Cleistanthus pubens
- Cleistanthus pyrrhocarpus
- Cleistanthus racemosus
- Cleistanthus ripicola
- Cleistanthus robinsonii
- Cleistanthus robustus
- Cleistanthus rotundatus
- Cleistanthus rufescens
- Cleistanthus rufus
- Cleistanthus salicifolius
- Cleistanthus sankunnianus
- Cleistanthus sarawakensis
- Cleistanthus schlechteri
- Cleistanthus semiopacus
- Cleistanthus stenonia
- Cleistanthus stenophyllus
- Cleistanthus stipitatus
- Cleistanthus stipularis
- Cleistanthus striatus
- Cleistanthus suarezensis
- Cleistanthus sumatranus
- Cleistanthus tenerifolius
- Cleistanthus tomentosus
- Cleistanthus tonkinensis
- Cleistanthus travancorensis
- Cleistanthus venosus
- Cleistanthus vestitus
- Cleistanthus willmannianus
- Cleistanthus winkleri
- Cleistanthus xanthopus
- Cleistanthus xerophilus
- Cleistanthus zenkeri